# Edwin Jacob
Edwin Jacob   (Kensington, 10 d'abril de 1878 - 3 de desembre de 1964) va ser un regatista anglès que va competir a començaments del segle xx.
El 1924 va prendre part en els Jocs Olímpics de París, on va guanyar la medalla de plata en la regata de 8 metres del programa de vela, a bord de l'Emily, junt a Thomas Riggs, Walter Riggs, Ernest Roney i Harold Fowler.